# Paz Gómez
Paz Gómez (Madrid, 29 de julio de 1974) es una presentadora, actriz y directora cinematográfica española.

## Trayectoria
Se dio a conocer en 1994 al ser finalista en un concurso para elegir a la protagonista del videoclip "The most beautiful girl in the world" de Prince.
De ahí pasa a ser presentadora del programa Clip, clap vídeo junto a Guillem Caballé y Tinet Rubira en TVE. Trabaja en la popular serie Al salir de clase durante la temporada 1998-99. En el año 1999 protagoniza la original comedia Rewind junto a Maria Adánez, Enrique Simon, Daniel Guzmán y Tristán Ulloa. En el año 2000 tiene un papel destacado en la película Las razones de mis amigos de Gerardo Herrero, y protagoniza El marqués de Sotoancho, una adaptación televisiva basada en la obra de Alfonso Ussía. Además tiene un papel destacado en la serie Un chupete para ella, una de las series del momento. 
En el año 2001 trabaja en Amor, curiosidad, prozak y dudas de Miguel Santesmases, en Intacto —el debut del director Juan Carlos Fresnadillo en largometrajes tras el éxito de sus cortos—, y en la película Sin noticias de Dios de Agustín Díaz Yanes. También en 2001 trabaja con la directora Ana Díez en Algunas chicas doblan las piernas cuando hablan, en la que sería su primera película como protagonista. En ese mismo año fue la modelo principal del vídeo musical "Me gustas tú", del cantante Manu Chao, canción que se convirtió en todo un éxito en América Latina.
A partir de ese momento su carrera queda paralizada, aparece en algún corto y en la serie Javier ya no vive solo, hasta que en 2004 trabaja en El principio de Arquímedes de Gerardo Herrero. También aparece en la serie Hospital Central y en 2006 comienza su carrera como directora con el corto Reparación, escrito por ella misma.